# Upstart
Upstart是一个基于事件的init程式 ，用于替代传统的init（多种类Unix计算机操作系统启动时用于执行任务的程序）。它是由Canonical公司前雇员Scott James Remnant所写。

## 解释
传统的init进程原本只负责在开机后将计算机带入正常运行状态，并且在正常关机前关闭服务。因此，它的设计是严格同步的，且会阻塞未来的任务，直到完成当前任务。因为受限于准备或清除函数，它的任务也是事先定义的。这使得它无法简洁地处理现代桌面计算机上的各种非启动任务，其中包括：
- 机器运行时添加或删除U盘和其他便携式存储/网络设备
- 发现并扫描新存储设备而不锁定系统，尤其是当磁盘没被扫描就不运行时
- 固件需要在检测设备之后、在它可用之前加载

Upstart的事件驱动模型允许它以异步方式对生成的事件作出回应。

## 设计
Upstart是异步工作的；它在系统运行时监督服务，并且在开关机时启动和关闭任务和服务。
对sysvinit简单的过渡和完善的向后兼容是明确的设计目标；因此，Upstart能运行未经修改的sysvinit脚本。因此，与大多数其他的init替代（除了systemd和OpenRC）不同，它们通常假设并要求彻底的过渡，以正常运行，且不支持新旧启动方法混合的环境。
通过使用initctl输入自定义的单一事件，或整合更多更复杂事件的事件桥，Upstart允许扩展其事件模型。默认情况下，Upstart包括接口（socket）、dbus、udev、文件及dconf事件桥；另外，可以有更多种桥（例如Mach端口桥，或devd（FreeBSD系统上）桥）。

## 采用
使用Upstart作为默认init系统的Linux发行版及其他基于Linux内核的操作系统：
- Upstart被用于谷歌的Chrome OS。[7]

支持或已在一定程度上支持Upstart，但弃用它作为默认init系统的Linux发行版：
- Debian在考虑切换至Upstart后，[8]决定systemd将从jessie版（Debian 8）开始作为默认init系统。[9]
- Ubuntu首次在2006年底6.10 (Edgy Eft)版中包含Upstart，以取代sysvinit。Ubuntu 9.10(Karmic Koala) Alpha 6中推出可原生启动的Upstart。[10]反过来，在2014年Debian项目决定在Debian 8版本中使用systemd后，Ubuntu在15.04起亦改用systemd，以保持与上游一致。[11][12]
- 在Fedora 9中，Upstart替换了sysvinit，然而，systemd在Fedora15版本替代了Upstart。[13][14]
- 红帽在他们的Red Hat Enterprise Linux 6中包含了Upstart。[15]因此，它也被用于RHEL 6的变体，如CentOS、Scientific Linux和Oracle Linux。RHEL 7使用systemd取代upstart。[16][17]
- openSUSE在11.3 Milestone 4版包含了upstart，但未作为默认。[18]在openSUSE 12.1版中，systemd取代Upstart作为默认init系统。[19]
- Upstart被用于惠普Palm Pre、Palm Pixi（在Palm被惠普收购之前）、HP Veer、HP Pre 3智能手机HP TouchPad和平板中的webOS[20]并为N9和N950手机上的MeeGo保留，尽管MeeGo与Moblin合并后正向systemd过渡。[來源請求]
- Kindle 在固件也使用 Upstart 来控制设备的启动及服务。[來源請求]